# Матюха Едуард Андрійович
Матюха Едуард Андрійович (нар. 26 грудня 1969) — оперативник Головного управління розвідки Міністерства оборони України.

## Біографія
Народився 26 грудня 1969 року.
Закінчив Горлівський індустріальний технікум. Працював заступником начальника Горлівської об'єднаної податкової інспекції.
У 2012 році був призначений 1-м заступником міського голови Горлівки.
Був головою окружної виборчої комісії з виборів Президента України територіального виборчого округу № 52.
14 травня 2014 року було оголошено, що Едуард Матюха став керівником Горлівки під керівництвом т.з. «ДНР».
24 листопада 2019 ЗМІ повідомили, що Матюха протягом п'яти років виконував завдання української розвідки як законспірований агент на окупованій території Донбасу, де певний час обіймав посаду «народного мера» Горлівки та високі посади в Комуністичній партії ДНР. У розвідці Міноборони підтвердили цю інформацію.
За його словами, з його ініціативи було створено Центр «Миротворець», у базі якого він був занесений як «активний колаборант окупаційних військ».
Розвідник з'ясував, що всі штучно створені невизнані державні формування, зокрема ДНР, ЛНР, Абхазія, Південна Осетія, контролює влада Російської Федерації через Комуністичну партію Російської Федерації.
2018 року він дізнався, що Російська Федерація розглядає план відновлення проекту «Новоросія», яким передбачалось силове приєднання Харківської й Одеської областей та створення підконтрольного Росії сухопутного шляху з РФ до Криму.

## Нагороди
- нагрудний знак «Pro bono publico» (21 листопада 2019) — за самовіддані дії під час виконання службових обов'язків, а також вагомий внесок у діяльність Центру «Миротворець»[9]

## Критика
На думку колишнього голови Служби зовнішньої розвідки генерала армії України Миколи Маломужа, аналітика Дмитра Снєгирьова та інших, витік інформації про роботу Матюхи на окупованій території суперечить забороні розкриття агентів та деталей їхньої роботи протягом 75 років. Відповідно, поширення інтерв'ю для провладного телеканалу 1+1 може бути наслідком провалу агента або спеціальною операцією спецслужб тощо.